# Attentat du 3 octobre 2022 à Beledweyne
 (novembre 2022).
L'attentat du 3 octobre 2022 à Beledweyne est survenu le 3 octobre 2022 à Beledweyne, en Somalie, lorsqu'al-Shabaab a utilisé trois voitures piégées pour tuer au moins 20 personnes.

## Attentat
Deux voitures piégées ont explosé vers 10 h 30 sur la base militaire de Lama-Galaay à Beledweyne, une ville d'Hiiraan, dans le centre de la Somalie. Au cours de l'après-midi, une autre voiture piégée a explosé pendant son trajet vers la base. Les attaques ont tué vingt personnes, dont le ministre de la santé de Hirshabelle Zakariye Hurre et le vice-gouverneur d'Hiran pour les finances et la sécurité, Abukar Madey. Les attaques ont également blessé 36 autres personnes.
Le groupe djihadiste al-Shabaab a revendiqué la responsabilité des attentats.